# Daniel Norberg
Nils Daniel Norberg, född 21 februari 1990 i Uddevalla församling, Göteborgs och Bohus län, är en svensk komiker, youtubare, singer-songwriter och programledare. Han slog igenom med humoristiska musikvideor och parodier, upplagda på Youtube, och är en av de medverkande i komedi-TV-serien Mumbo jumbo.

## Biografi
Daniel Norberg växte upp i Uddevalla, i stadsdelen Kapelle. Som barn tävlade han i rodd för Uddevalla Roddklubb. Han gick i musikgymnasium och har arbetat med att dubba film.
Norberg deltog i Idol 2010 och slutade på plats 8. Efter avbrutna studier vid Uppsala universitet har han ägnat sig åt videoskapande på heltid. 9 mars 2014 publicerade han en parodi på Melodifestivalen 2014. Filmen föreställer en så kallad snabbrepris av låtar som gått vidare till final; Norberg spelar alla artister och sjunger korta bitar av bidragen fast med omgjord text. Filmen blev den näst mest sedda filmen på Youtube i Sverige 2014 med 2,1 miljoner visningar. 15 mars 2015 publicerades en liknande parodi på Melodifestivalen 2015. Klippet uppmärksammades mycket i media, och fick på kort tid många tittare. I mars 2016 gjorde han även två parodier till men denna gång gjorde han en parodi på Andra Chansen, respektive en parodi på finalen. Även dessa klipp blev väldigt populära bland svenska Youtubetittare, såväl som de parodier som publicerades i mars 2017. Norberg medverkade i mellanakten i programmet andra chansen i Melodifestivalen 2017.
Norberg har även gjort musikvideor till SVT:s program Wild Kids, Aftonbladets webb-TV-program Superpartiprogrammet och reklam för Max Hamburgerrestauranger. Hösten 2014 var han inslagsproducent och programledare för SVT:s program Minimello.
2017 vann Norberg realityserien Det stora fågeläventyret tillsammans med fågelskådaren Donat Hullman. Norberg tävlade i Let's Dance 2018 där han kom på en andraplats. Han tävlade 2021 i Masked Singer Sverige där han kom på förstaplats som Godisautomaten.
Norberg är med i det svenska Youtube-nätverket United Screens. Tillsammans med sin bror Emil Norberg driver han Youtubekanalen Bröderna Norberg. Kanalen har över 268 000 prenumeranter och deras videoklipp har totalt över 100 miljoner visningar.
Daniel Norberg skapar det mesta av sitt material tillsammans med sin äldre bror Emil Norberg som till lika stor del står för text, musik och redigering medan Daniel tidigare syntes själv i klippen. De senaste åren har Emil visat sig alltmer framför kameran. Inför julen 2015 och 2016 spelade de in de populära "Youlkalendrarna" på Youtube tillsammans och 2018 skapade de en SVT-Play serie: Norbergs TV-Tablå som innehåller 7 avsnitt med påhittiga låtar och sketcher.
2018–2021 var Norberg programledare för "Mumbo Jumbo", ett veckoaktuellt humorprogram som sänds på TV4.
Norberg har också gett ut egenskriven musik av mer seriös karaktär. Sommaren 2022 framförde han låtarna "With You" och "Finnas kvar" i Bingolottos sommarkväll. Senare samma år var Norberg åter med i Bingolotto som artist och sjöng en cover av Salem Al Fakirs "Keep on Walking" under Nyårsbingot.
I augusti 2023 blev Norberg programledare för Bingolotto.

## Medverkan i TV
- 2010 – Idol deltagare
- 2015–2017 – Doobidoo[förtydliga]
- 2016 – Så ska det låta
- 2016–2019 – Fångarna på fortet
- 2016–2019 – Efter Tio
- 2016 – Allsång på Skansen
- 2016 – Sommarkväll
- 2017–2018 – Norbergs TV-tablå
- 2018 – Sveriges bästa
- 2018 – Let's Dance
- 2018 – Postkodmiljonären
- 2018–2020 – Mumbo jumbo
- 2018 – Alla för en
- 2019 – Agnetas nyårskarameller
- 2019 – Renées brygga
- 2019 – Efter fem
- 2019 – Klassfesten
- 2020 – Kurt & Lang (TV-serie)
- 2020 – Skolan (TV-serie)
- 2021 – Masked Singer Sverige (godisautomaten/sig själv)
- 2022 - Bingolotto (som artist)
- 2022 – Secret Song Sverige
- 2023 – Hela kändis-Sverige bakar – säsong 10 (TV-serie)
- 2023 - Bingolotto (som programledare)[20]
- 2024 – Smartare än en femteklassare

## Filmografi
- 2021 – Snälla kriminella

## Diskografi[18]
- Världens bästa YouTube-jul - 2013
- Tack för att ni dricker (Feat. Iogt-Nto) - 2014[21]
- Bröllopssången till Jonna - 2016
- Emellan Oss - 2018
- Som en parodi - 2018
- Finnas kvar - 2021
- Lika Olika - 2021
- Vinternära - 2021
- With You - 2022
- Your Day - 2023
- Om jag kunde - 2023
- Du har en Honda (Jag en Fiat), samarbete med SLAMSUGARN - 2024